# Saarstraße (Trier)
Die Saarstraße ist eine Straße in Trier im Stadtteil Trier-Süd. Sie führt als Fortsetzung der Neustraße von der Südallee aus in südlicher Richtung durch den Stadtteil Süd bis zur Kreuzung Töpferstraße, an der sie in die Matthiasstraße übergeht. Die Straße ist als eine der Hauptstraßenachsen eine der wichtigsten Einkaufsstraßen in Trier.

## Geschichte
Der Name der Straße leitet sich vom Fluss Saar ab, da die Straße früher eine der wichtigen Ausfahrtstraßen in Richtung Saargau bzw. Saarbrücken war. Ihre Bedeutung als Hauptausfallstraße hatte die Straße seit fast 2000 Jahren, denn an der Einmündung der Töpferstraße befand sich in der Römerzeit die Porta Media, das Südtor des Römischen Trier.
Die Saarstraße ist einer der wenigen in seinem wesentlichen Verlauf unverändert gebliebenen Straßenzüge in Trier. Ihr genauer heutiger Verlauf besteht seit 1808, als der französische Ingenieur Gautarel sie verbreiterte. Saarstraße hieß sie in stadtauswärtiger Richtung seit 1873, während sie stadteinwärts zunächst St. Barbara genannt wurde. Ab Löwenbrücken trug sie den Namen des Vorortes. Erst nach der Eingemeindung von Löwenbrücken und St. Barbara 1888 wurde der gesamte Straßenzug in Saarstraße umbenannt.
Ihre Bedeutung als Ausfallstraße ist durch den Bau der parallel verlaufenden vierspurigen Moseluferstraße in den 1960er Jahren gesunken.

## Historische Gebäude in der Straße

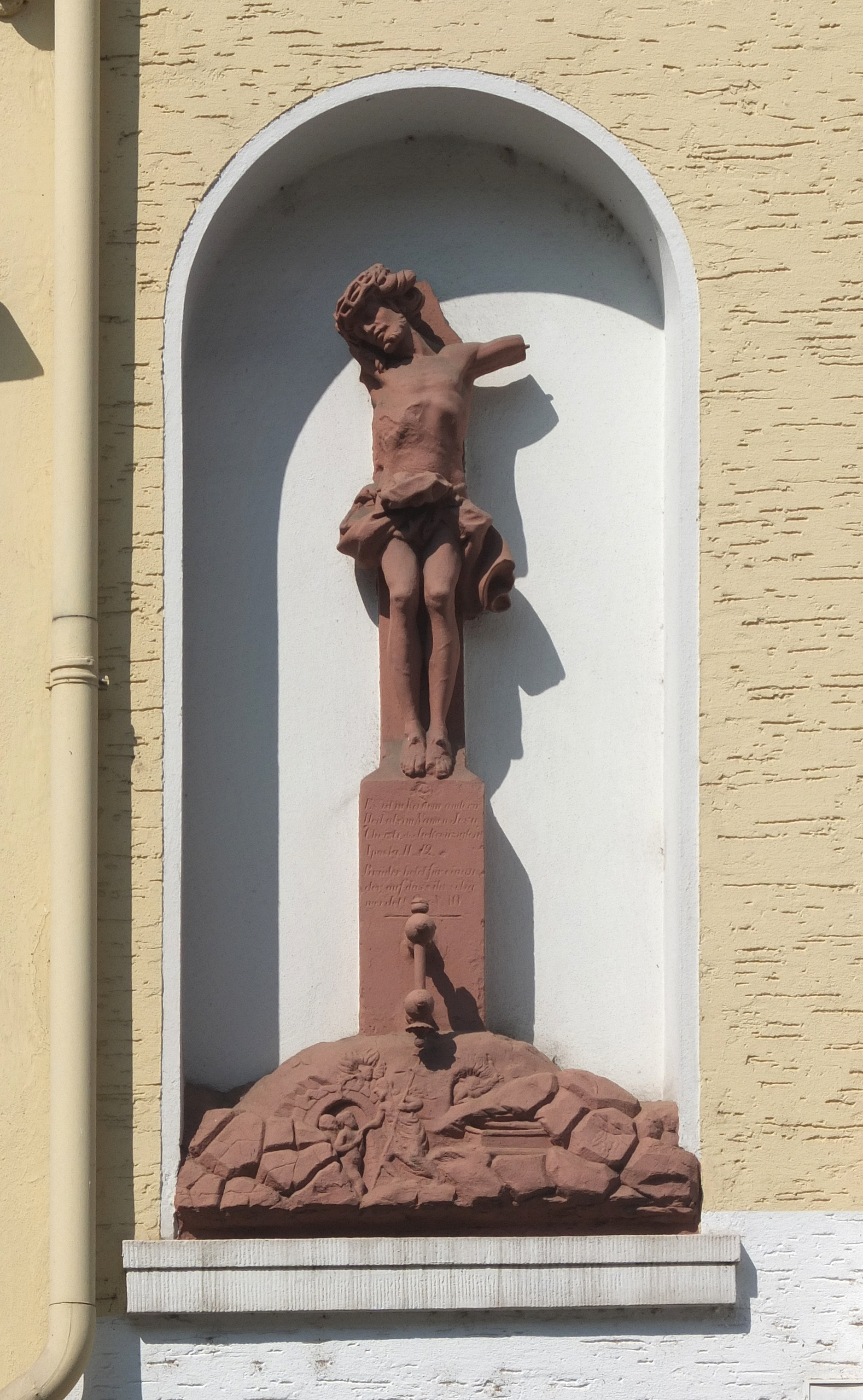
Kruzifix am Haus Nr. 46

In der Straße sind einige Gebäude als Kulturdenkmäler gelistet. Die meisten Gebäude stammen aus dem 19. Jahrhundert, wurden jedoch zum Teil nach völliger oder teilweiser Zerstörung im Zweiten Weltkrieg wiederaufgebaut bzw. restauriert. Ein Teil der Straße gehört zur Denkmalzone Saarstraße 15–29, Gerberstraße 30 und 41, ein weiterer Teil fällt unter die Erhaltungssatzung „Saarstraße 1 bis 55 und Südallee 10 bis 23“. Eine ausführliche Auflistung aller Gebäude in der Saarstraße befindet sich in der Liste der Kulturdenkmäler in Trier-Süd. 
Die bekanntesten Gebäude in der Saarstraße sind die Villa Ehses, Saarstraße 12, und das Hotel „Alte Villa“ in der Saarstraße 133. Bemerkenswert ist auch das teilweise erhaltene Kruzifix aus dem 18. Jahrhundert in einer Nische an der Frontseite des Hauses Saarstraße 46.